# Samigina

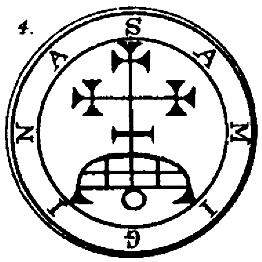
Pieczęć Samiginy wg Goecji Crowleya i Mathersa.

Samigina – w tradycji okultystycznej, demon, markiz piekła. Znany również pod imionami Gamigin, Gamygin, Gamygyn i Gamigm. Rozporządza 30 legionami istot piekielnych. W Lemegetonie jest czwartym, a w Pseudomonarchii Daemonum czterdziestym siódmym duchem.

## Wdemonologii
By go przywołać i podporządkować potrzebna jest jego pieczęć, która według Sztuki Goecji powinna być zrobiona ze srebra.
Rozprawia o naukach wyzwolonych. Może również pokazywać martwe dusze osób, które umarły w grzechu.
Ukazuje się pod postacią małego konia lub osła. Na rozkaz przyzywającego może przyjąć ludzkie kształty. Jego znakiem rozpoznawczym jest chrapliwy głos.